# 普通海綿綱
普通海綿綱（ふつうかいめんこう、学名: Demospongiae）は、海綿動物門で最も大きな綱である。尋常海綿綱とも呼ばれる。骨格は、タンパク質スポンジンと鉱物シリカの一方あるいは両方の繊維で構成される針状体で作られている。シリカの針状体は、六放海綿綱のものとは異なる形状をしている。普通海綿綱は海綿の全ての種のうち90%を含んでおり、構造は主にロイコン型（leuconoid）である。
普通海綿綱には、大型の海綿の全てを含む多くの多様な目がある。ほとんどは海洋性であるが、一部には淡水環境で生きるものもある。一部の種は鮮やかな色をしており、形状も多様性がある。最も大型の種は幅1メートル (3.3 ft)を越える。有性と無性の両方で生殖を行う。

## 分類
普通海綿には古くからの歴史があり、普通海綿の化石はキオゲニアン「スノーボールアース」期末の先カンブリア時代堆積層に初めて現われる。その存在は、海綿そのものの直接的な化石よりも、海綿の細胞膜に特徴的な炭化水素マーカーであるステランと呼ばれる化石化ステロイドによって検出される。新原生代末に至るまで普通海綿の化学的な化石記録は、1億年に渡って連続して見られる。最も初期の海綿を有する暗礁はカンブリア紀初期から始まり、シベリア南東部で見られるトモティア階（約530-535 Ma）の始まりにおける古杯動物および石灰化微生物で構築された小さなバイオハームによって実証されている。大規模な放散はカンブリア紀前期に起こり、更なる大規模な放散がおそらくカンブリア紀中期からオルドビス紀に起こった。
現生普通海綿綱は、14の目、88の科、500の属、8000を越える記載種に体系化されている。
Hooperおよびvan Soestは以下に示すように普通海綿を目に分類した。

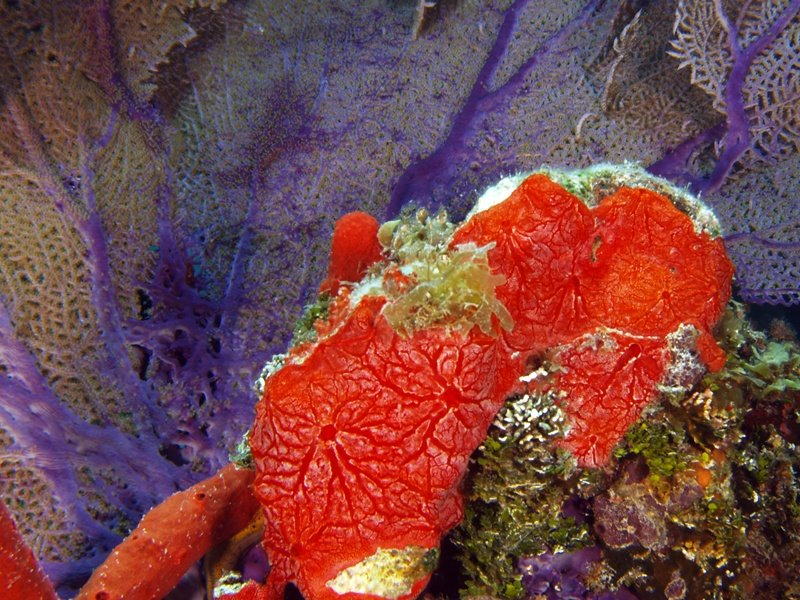
Monanchora arbuscula (red encrusting sponge)

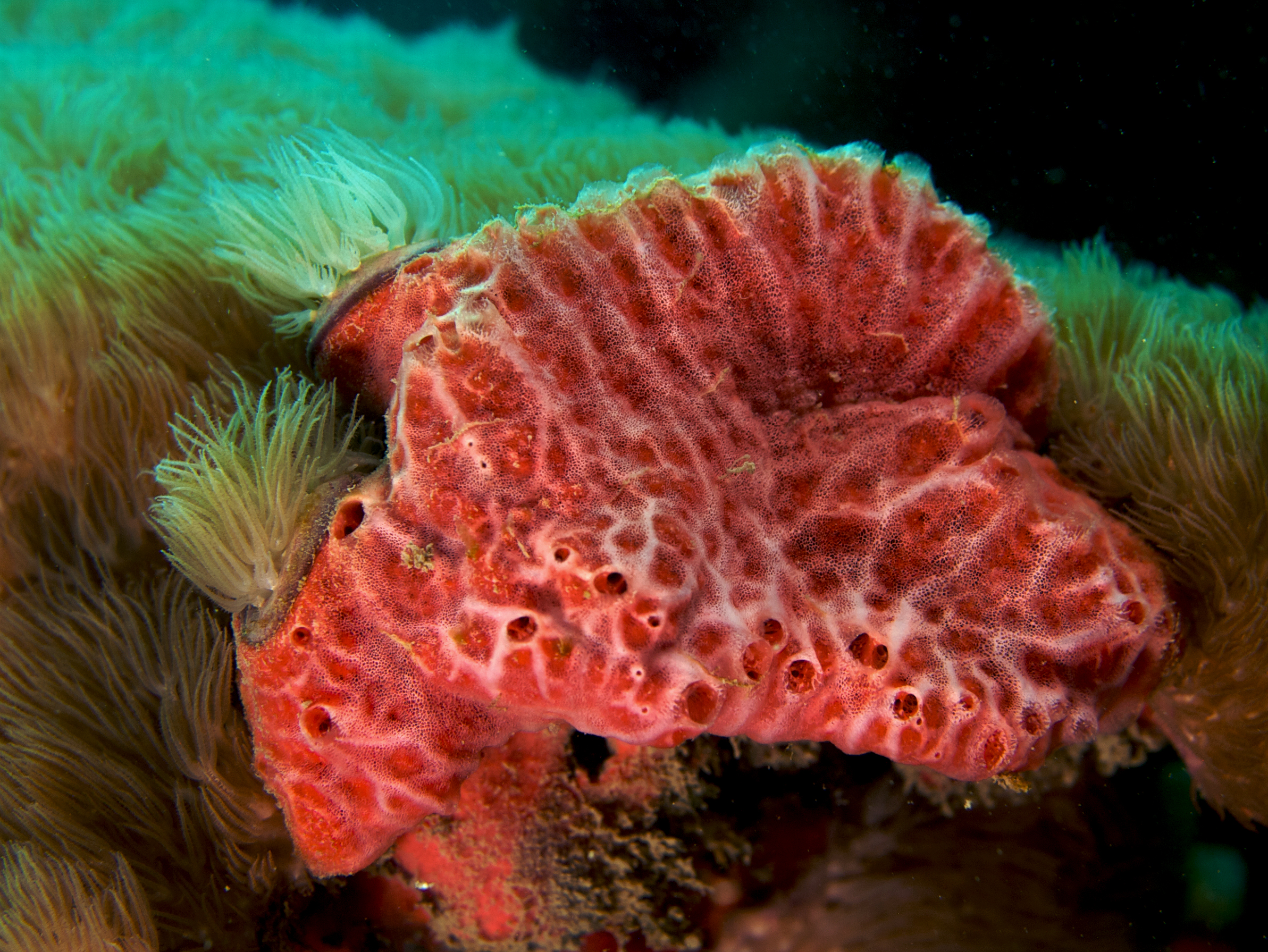
Monanchora arbuscula

- 同骨海綿亜綱 Homosclromorpha Bergquist 1978
  - 同骨海綿目 Homoscleromorhida Dendy 1905
- 四放海綿亜綱 Tetractinomorpha
  - 有星海綿目 Astrophorida Sollas 1888
  - コンドロシダ目 Chondrosida Boury-Esnault & Lopès 1985
  - 硬海綿目 Hadromerida Topsent 1894
  - イシカイメン目 Lithistida Sollas 1888
  - 螺旋海綿目 Spirophorida Bergquist & Hogg 1969
- 角質海綿亜綱 Ceractinomorpha Levi 1953
  - 棘輪海綿目 Agelasida Verrill 1907
  - 樹状角質海綿目 Dendroceratida Minchin 1900
  - 網角海綿目 Dictyoceratida Minchin 1900
  - 磯海綿目 Halichondrida Gray 1867
  - ハリサルカ目 Halisarcida Bergquist 1996
  - 単骨海綿目 Haplosclerida Topsent 1928
  - 多骨海綿目 Poecilosclerida Topsent 1928
  - ヴェロングラ目 Verongida Bergquist 1978
  - ヴェルティシリティダ目 Verticillitida Termier & Termier 1977

しかしながら、分子系統学的証拠は同骨海綿亜綱 (Homosclromorpha) がこの分類には属さないこと、その他の分類も改訂が必要であることを示唆している。

### 分類学
普通海綿分類学は活発な研究領域であり、学ぶべきものがまだ多くある。しかしながら、基本的な概略を作ることはできる。普通海綿綱の基礎クレード（分岐群）は同骨海綿亜綱 (Homoscleromorpha) である。同骨海綿亜綱は、普通海綿綱の残りよりも石灰海綿綱 (Calcarea) により似ている幼生を有していることによって特徴付けられる。同骨海綿亜綱以外の普通海綿は、四放海綿亜綱 (Tetractinomorpha) と角質海綿亜綱 (Ceractinomorpha) の2つの主要な群に分かれる。これら2つの群は、独特の幼生型やスポンジンの存在といった共通の系統を示す特徴を共有している。現在、2つの群はそれぞれにのみ生じる微小骨片のタイプによって特徴付けられている。それぞれの群の化石はカンブリア紀から知られており、普通海綿の主要なクレードの初期放散を示唆している。化石普通海綿の多くが分類されるイシカイメン目 (Liithistida) は、四放海綿亜綱と角質海綿亜綱に属するものと間違いなく多系的である。
ミトコンドリアゲノムの分子的研究から、普通海綿綱には5つの主要なクレードが存在することが示唆されている。
- 同骨海綿亜綱 Homoscleromorpha: 同骨海綿目 Homosclerophorida
- 角質海綿類 Keratosa: 樹状角質海綿目 Dendroceratida、網角海綿目 Dictyoceratida、ヴェルティシリティダ目 Verticillitida
- Myxospongiae: コンドロシダ目 Chondrosida、ハリサルカ目 Halisarcida、ヴェロングラ目 Verongida
- 単骨海綿目 Haplosclerida（海洋種）
- 残りの普通海綿: 棘輪海綿目 Agelasida、有星海綿目 Astrophorida、硬海綿目 Hadromerida、磯海綿目 Halichondrida、多骨海綿目 Poecilosclerida、螺旋海綿目 Spirophorida、単骨海綿目（淡水種）

分岐順序は、 ( Homoscleromorpha, ( Keratosa, Myxospongiae )( Haplosclerida [海洋種], 残りの普通海綿) ) であるように見える。

## 生殖

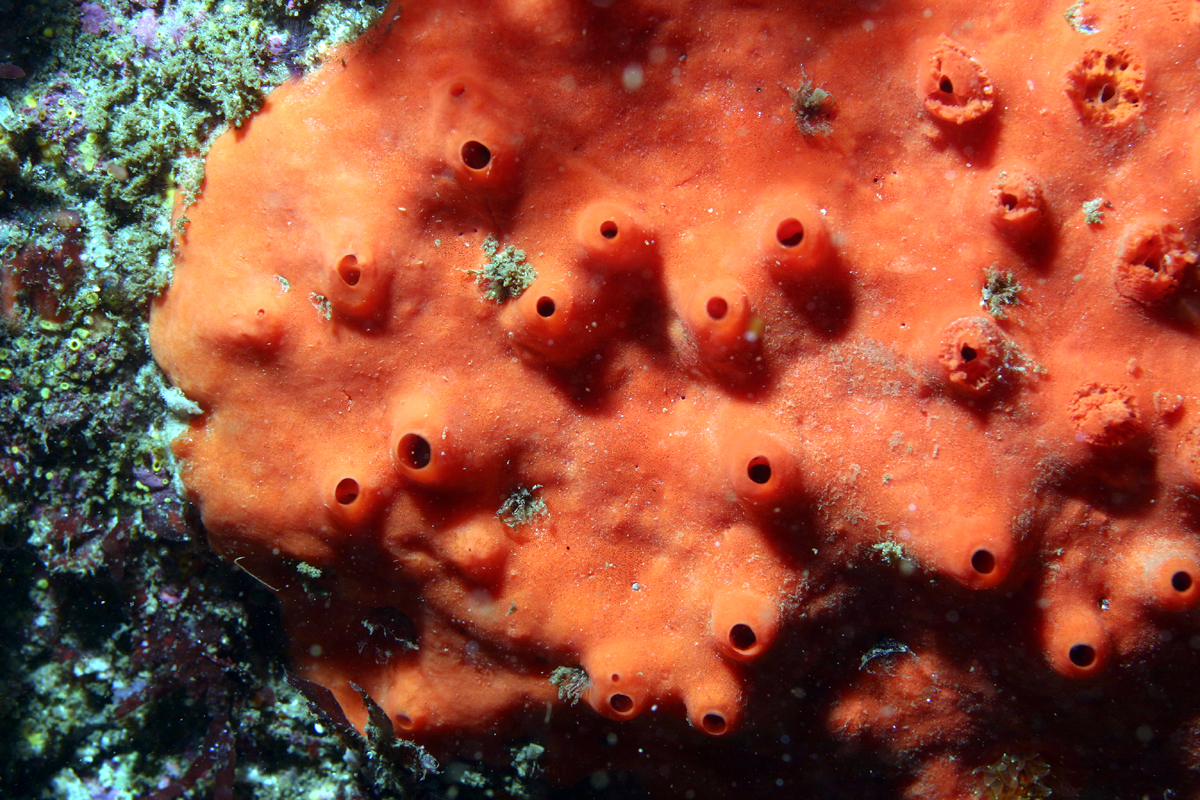
Acarnus erithacus (Red volcano sponge)

精母細胞は襟細胞の転換から発達し、卵母細胞は原始細胞から生じる。受精卵の分裂は中膠で起こり、外部の小さな鞭毛細胞で覆われたより大きな内部細胞の集団からなるパレンキメラ幼生が形成される。遊泳幼生は海綿腔の管に入り、出水管の水流によって放出される。
無性生殖の方法としては、出芽と芽球の形成がある。出芽では、細胞の集積体が小さな海綿に分化し、表面あるいは小孔から放出される。芽球はタンスイカイメン科で見られる。芽球は中膠において原始細胞の塊として作られ、その他の変形細胞によって分泌された硬い層で覆われている。芽球は、母体が崩壊した時に放出され、苛酷な条件でも生存することができる。好ましい条件では、卵門 (micropyle) と呼ばれる穴が現われ、全ての種類の細胞に分化する変形細胞を放出する。

## 経済的重要性
ヒトにとって最も経済的重要性を持つのは浴用スポンジとなる普通海綿である。これらは、潜水士によって採取されたり、商業的に育てることもできる。これらの海綿は漂白され市販される。スポンジンが、天然スポンジの柔らかさと吸収性を与えている。